# 李璬
李璬（718年—783年），唐玄宗李隆基第十三子，母为高婕妤。
本名李澐，读书有文词。开元十三年（725年），封为颍王。十五年（727年），遥领安东都护、平卢军节度大使。二十三年（735年），加开府仪同三司，改名李璬。开元二十五年（737年），娶独孤礼第十二女为王妃。
天宝十五年（756年）六月，玄宗因安史之乱至蜀，任命李璬为蜀郡大都督、剑南节度大使，杨国忠为副使。玄宗至蜀，令御史大夫魏方进为置顿使，先发出通牒至蜀，托以颍王之籓，令设储供。玄宗至马嵬坡，魏方进被杀，随令李璬先赴本郡，以蜀郡长史崔圆为副使。李璬性格俭率，将渡绵州江，登舟见彩席作为地毯，命撤去。李璬初奉命，因为仓促没有受节，绵州司马史贲说：“大王是帝子，且为节度大使。今到籓地而不持节，单骑径进，人们怎么看？请建大槊，蒙上油囊，做成旌节状，先驱道路，足以威众。”李璬大笑：“我为真王，还用什么假旌节？”将至成都，崔圆迎接，拜于马前，李璬不制止，崔圆大怒。玄宗到成都后，李璬管事两月，人民安定。后来被崔圆所奏，罢居内宅。后玄宗令他到彭原宣慰肃宗李亨，遂从回京师。
建中四年（783年），李璬薨逝。享年六十六岁，唐德宗辍朝三日。

## 子女
- 子：李伸，天宝年间封荥阳郡王，授卫尉卿同正员
- 子：李僝，高邑郡王
- 子：李伣，楚国公
- 子：李僔，夔国公
- 第四女：安乡县主，嫁永州长史王某。

## 延伸阅读
[在维基数据编辑]
 《舊唐書·卷107》，出自刘昫《舊唐書》
 《新唐書·卷082》，出自《新唐書》